# 브로큰 데이트
《브로큰 데이트》(영어: Date Night)는 2010년 개봉한 미국의 로맨틱 액션 코미디 영화로, 숀 레비가 감독을, 조시 클라우즈너가 각본을 맡았다. 스티브 커렐과 티나 페이가 데이트를 하던 중 신원 오인을 당하는 부부 역할로 출연했다.
2010년 4월 9일에 미국에서 개봉하였으며, 제작비 5,500만 달러 대비 1억 5,230만 달러의 수익을 거뒀다.

## 출연진
- 스티브 커렐 - 필 포스터 역[3]
- 티나 페이 - 클레어 포스터 역[3]
- 마크 월버그 - 홀브록 그랜트 역[3]
- 터라지 P. 헨슨 - 어로이오 형사 역[3]
- 지미 심프슨 - 암스트롱 형사 역[4]
- 코먼 - 콜린스 형사 역[3]
- 윌리엄 픽트너 - 프랭크 크렌쇼 지방 검사 역[5]
- 레이턴 미스터 - 케이티 역[3]
- J. B. 스무브 - 택시 운전사  역
- 크리스틴 위그 - 헤일리 설리번 역[3]
- 마크 러펄로 - 브래드 설리번 역[4]
- 제임스 프랭코 - 톰 “테이스트” 펠턴/트리플혼 역[3]
- 밀라 쿠니스 - “휘핏” 펠턴/트리플혼 역[4]
- 빌 버 - 월시 형사 역[3]
- 닉 크롤 - 클로의 지배인 역
- 올리비아 먼 - 클로의 카운터 직원 역
- 갈 가도트 - 너타니아 역
- 존 번솔과 아리 그레이너 - 젊은 커플 역
- 윌아이엠 - 본인 역
- 미셸 갤던지 - 클로의 웨이트리스 역
- 레이 리오타 - 조 밀레토 역 (크레디트 미기재)[4]

## 같이 보기
- 미국 영화